# مشعل (جماعت)
مشعل  جماعت و شهرکی در جنوب غربی کشور تاجیکستان است که در ناحیهٔ وخش ولایت ختلان قرار دارد. جمعیت این جماعت ۳۷۱۱۱ است.